# سیارک ۳۴۹۷
سیارک ۳۴۹۷ (به انگلیسی: 3497 Innanen، نامگذاری:1941HJ) سه هزار و چهارصد و نود و هفتمین سیارک کشف شده‌است که در ۱۹ آوریل ۱۹۴۱ کشف شد.
قدر مطلق سیارک برابر ۱۲٫۰۰ است.